# Zamek w Starej Kraśnicy
Zamek w Starej Kraśnicy – zabytkowy zamek wybudowany w XVI w. w Starej Kraśnicy – wsi w Polsce, w województwie dolnośląskim, w powiecie złotoryjskim, w gminie Świerzawa, na pograniczu Pogórza Kaczawskiego i Gór Kaczawskich w Sudetach.

## Historia

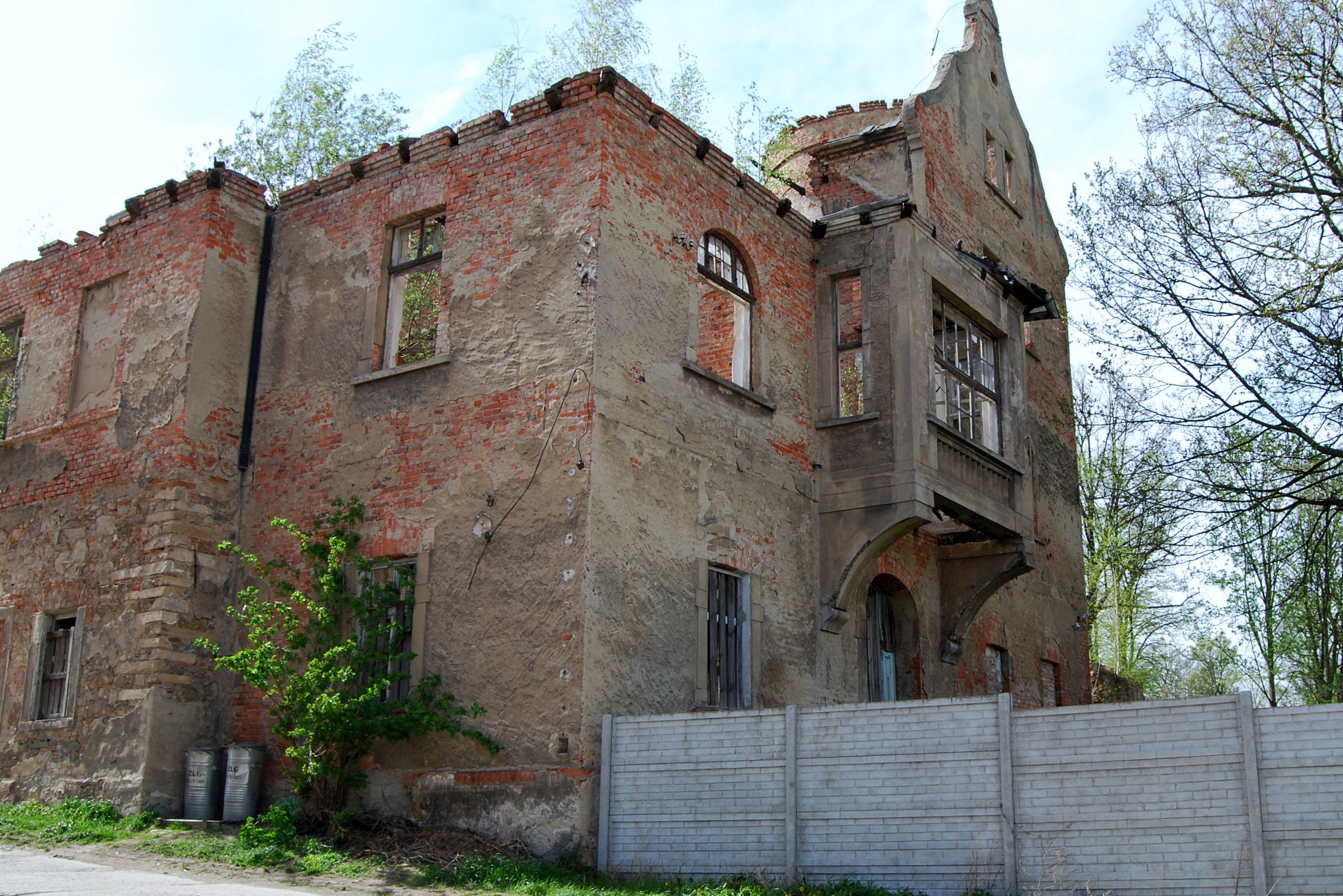
Willa

Manierystyczny zamek-dwór z XVI wieku, przebudowany w początkach XVII w. Obecne cechy stylistyczne uzyskał podczas przebudowy w latach 1610–1622 dla rodziny von Schweinichen. Kolejna zmiana właściciela nastąpiła w 1664 r. Wtedy to został nim Ernst von Nimptsch. Potem, w 1712 r., odnotowano Georga von Schweinichen z Kłonic, a od 1750 r. Johanna Antona von Bogten. Dwór remontowany był po 1900 roku.
W 1830 r. dwór był w posiadaniu barona von Bogten und Westerbach, w 1840 r. wymieniany jest Müller, w 1870 r. Hübner i Seidel, a w 1889 r. Emil Grosser. Pierwszym XX – wiecznym właścicielem był Ottomar Fürstein, a ostatnim przedwojennym – Karl H. Ackerman, który produkował w majątku części do samolotów.
Po 1945 r. przejęty przez PGR i zamieszkany przez jego pracowników. Opuszczono go w 1963 r. Nieużytkowany i nieremontowany dwór szybko ulegał dewastacji. W 1966 r. zawaliła się część dachu oraz sklepienia w sieni, a w latach 1968–1970 stropy ze stiukami nad parterem. Bezpowrotnie zniszczone zostały także malowane drewniane stropy. W 1993 r. zrujnowany obiekt przejęła AWRSP.

## Portal z herbami
Nad głównym wejściem znajduje się półkoliście zakończony portal manierystyczny z dwoma kolumnami, podtrzymujący fryz heraldyczny z 16 herbami w dwóch rzędach: 
- górny rząd to rodowód genealogiczny Adama von Schliewitz, od lewej herby:

1. Schliewitz, 2. Reibnitz, 3. Sommerfeld, 4. Elbel, 5. Salisch, 6. Hochberg, 7. Schaffgotsch, 8. Ienckowitz.
- dolny rząd to rodowód genealogiczny Margarethy Schliewitz z domu Schweinichen, od lewej herby:

9. Schweinichen, 10. Rothkirch, 11. Porschnitz, 12. Reibnitz, 13. Schindel, 14. Gelhorn, 15. Nimptsch, 16. Schaffgotsch

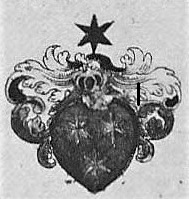
1. Schliewitz
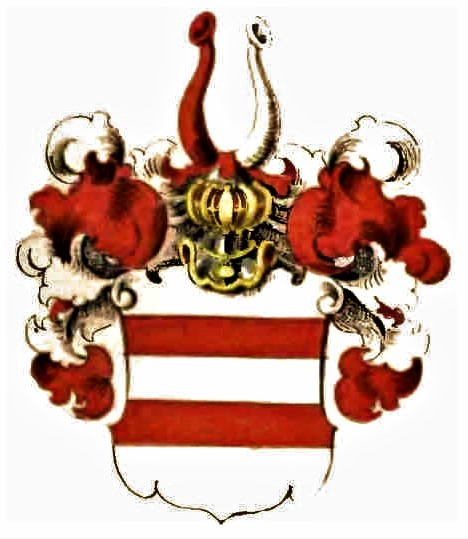
2.12. Reibnitz
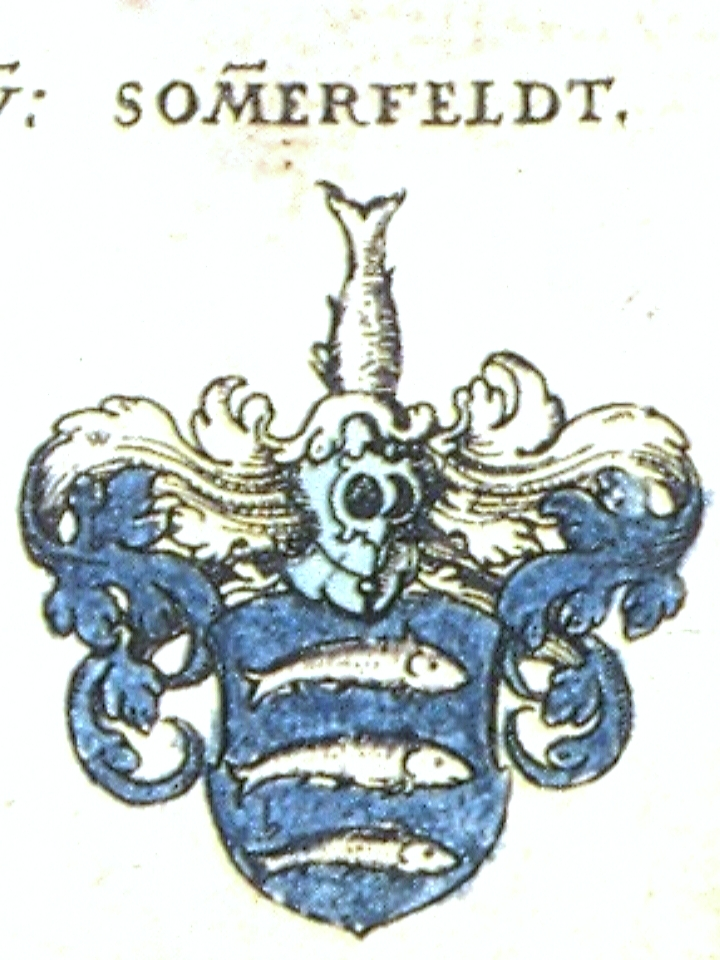
3. Sommerfeld
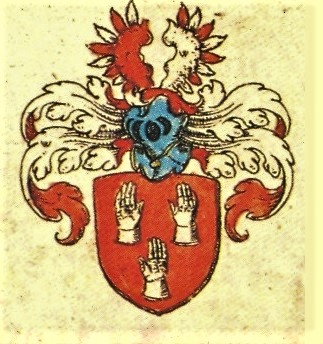
4. Elbel
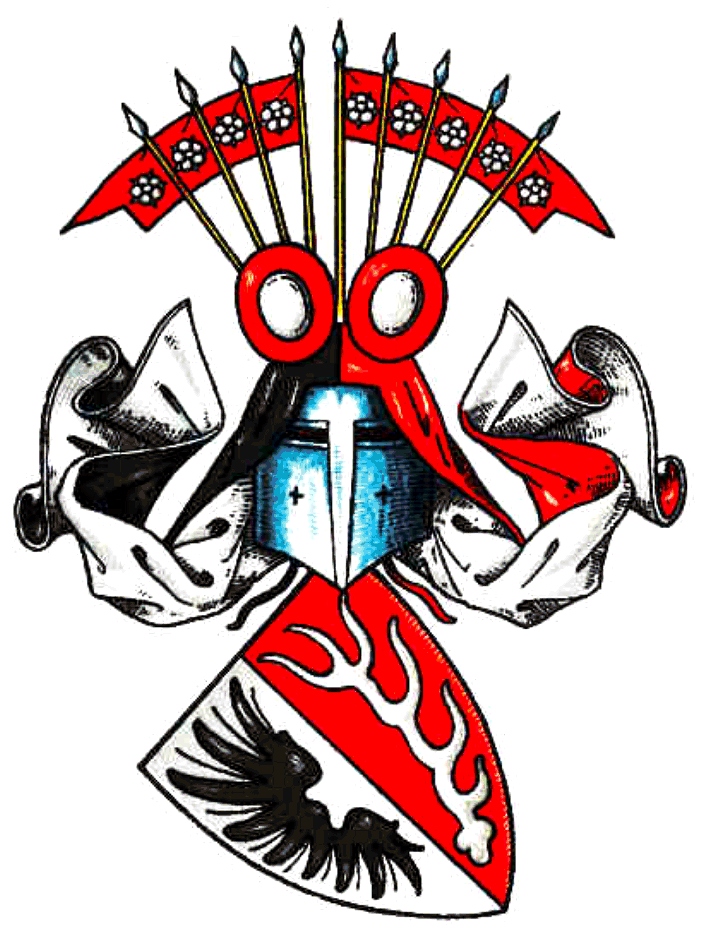
5. Salisch
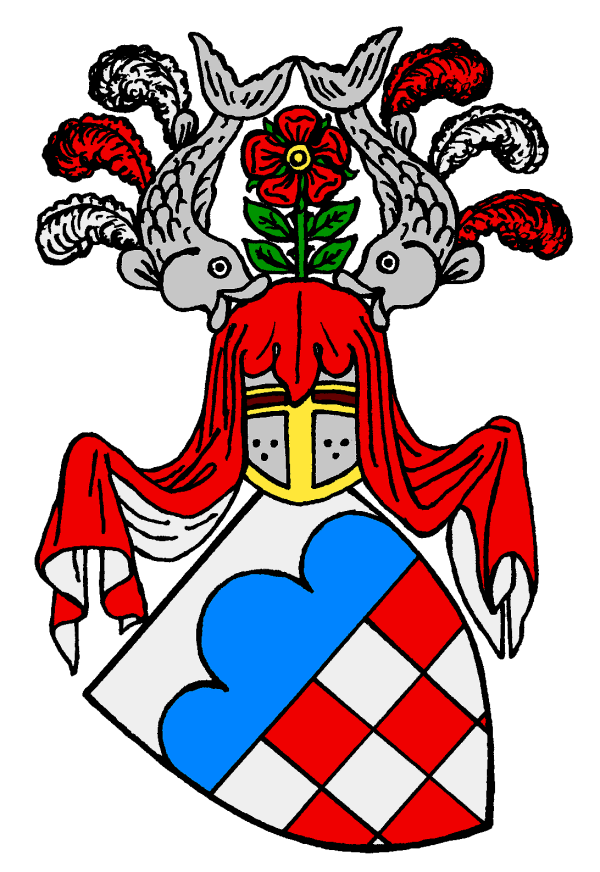
6. Hochberg
7.16. Schaffgotsch
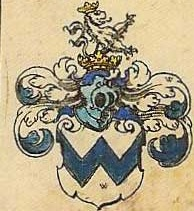
8. Ienckowitz
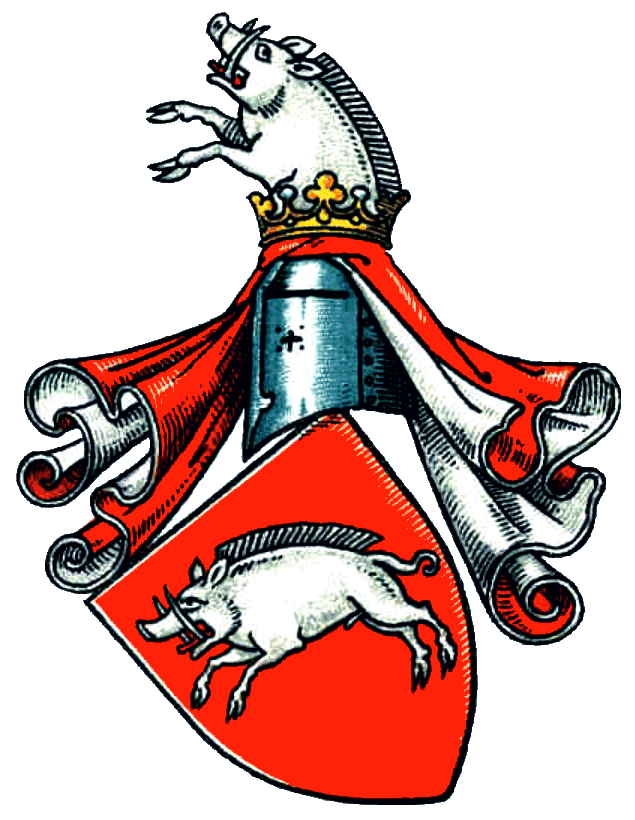
9. Schweinichen
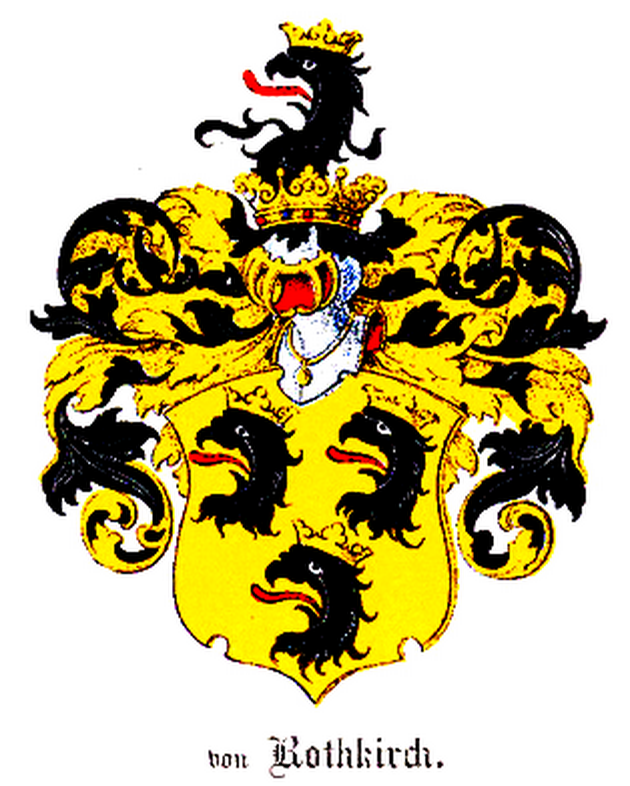
10. Rothkirch
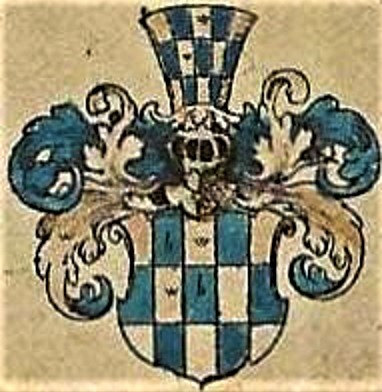
11. Porschnitz
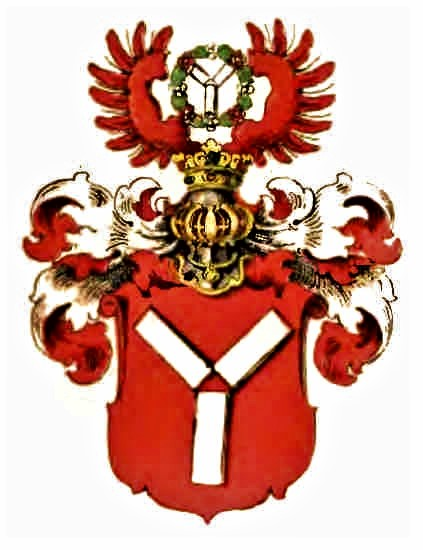
13. Schindel
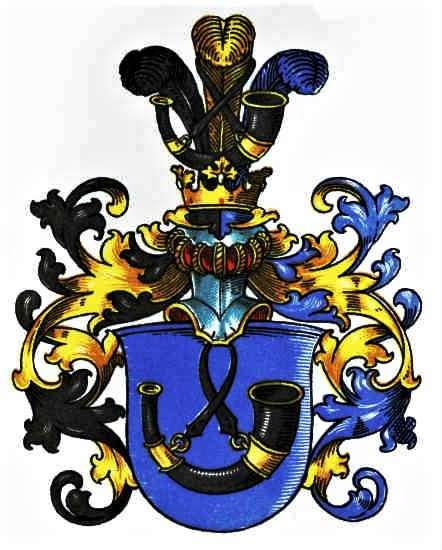
14. Gelhorn
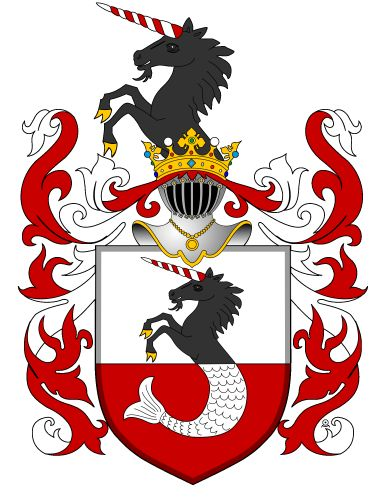
15. Nimptsch

Obiekt jest częścią zespołu, w skład którego wchodzą jeszcze: 
- park dworski z XIX w., po 1945 r. zdewastowany;
- brama wjazdowa, manierystyczna z 1622 roku (podobna do bramy zamku w Świnach). W jej szczycie, od strony wjazdu do majątku umieszczono kartusze herbowe rodów von Schlewitz i von Schweinichen, a od strony dziedzińca – von Reibnitz i von Rothkirch.
- pozostałości murów obronnych, zachowane w złym stanie.
- zachowała się willa z 1902 r., obecnie dom nr 1, wzniesiona w stylu historycznym przez właścicieli sąsiedniego starego dworu.